# Walter Herrmann (Aktivist)

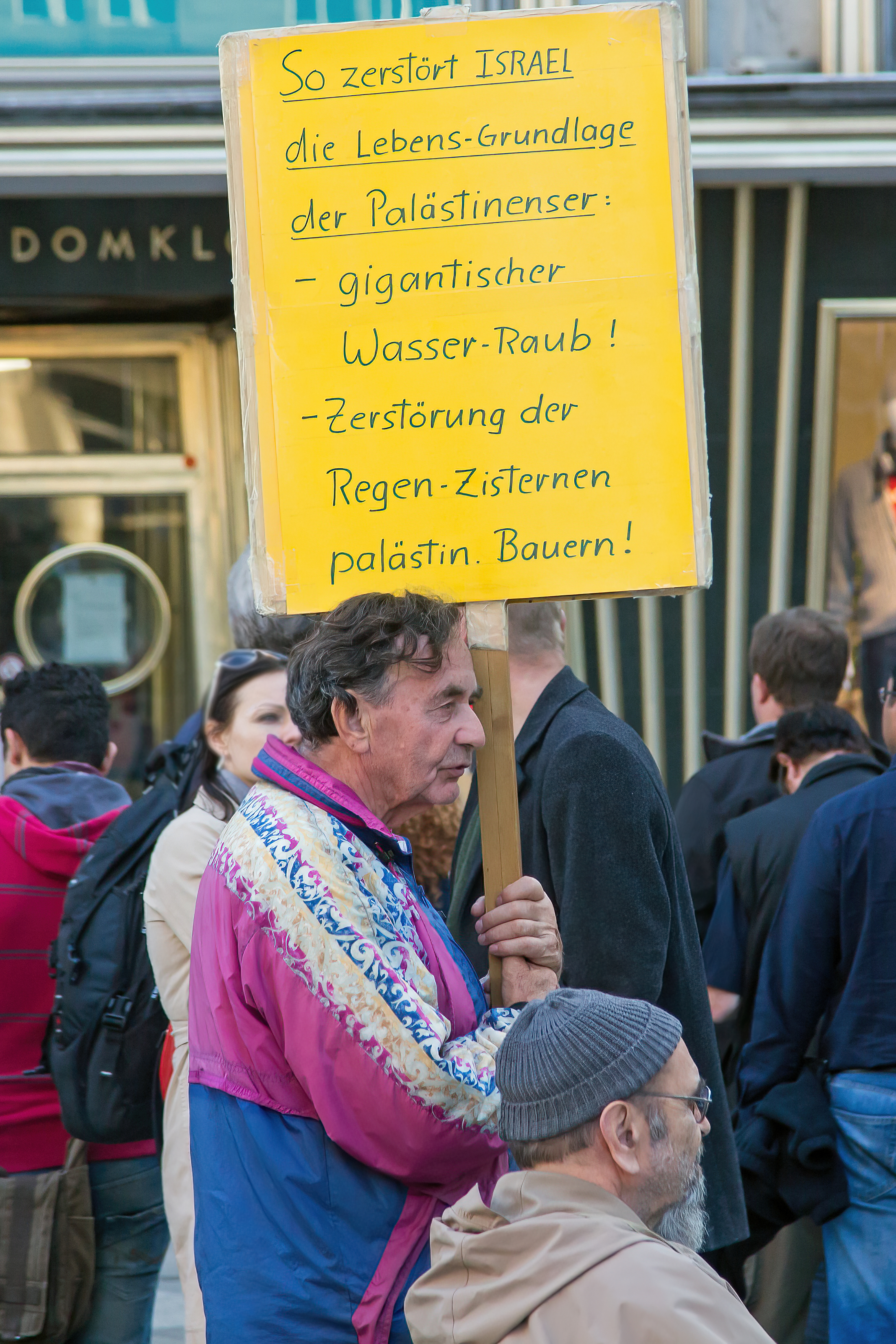
Walter Herrmann an der „Kölner Klagemauer“, 2013

Walter Herrmann (* 26. Januar 1939 in Würzburg; † 26. Juni 2016 in Wesseling) war ein Kölner Aktivist. Bekannt wurde er als Initiator und Repräsentant der so genannten Kölner Klagemauer, einer umstrittenen mobilen Installation in der Kölner Innenstadt.

## Leben
Herrmann wuchs nach eigener Darstellung in bäuerlichen Verhältnissen auf. Nach einem Lehramtsstudium in Würzburg unterrichtete Herrmann fünf Jahre lang an einer Hauptschule. Angezogen von der Studentenbewegung zog er in den 1960er Jahren nach Köln, um dort Psychologie zu studieren.
In Köln war er zunächst im SDS aktiv und wirkte bei der Heimkampagne und bei der Gründung von Wohngemeinschaften für jugendliche Trebegänger mit. Von damaligen Mitstreitern später als „rechthaberisch“ und mit „unwahrscheinlicher Konsequenz“ ausgestattet beschrieben, überwarf er sich meist mit den politischen Gruppen und verließ sie dann; er selbst beschrieb sich als jemanden, der für politische Aktionen sein müsse, frei von Organisationen und Hierarchien, in die er sich nicht einordnen könne.
Im Januar 2016 wurde eine Krebserkrankung Herrmanns bekannt. Er starb am 26. Juni 2016 im Krankenhaus in Wesseling. Die Trauerfeier am 12. Juli 2016 wurde von Pfarrer Franz Meurer in Köln-Vingst zelebriert, der Herrmann in seinen letzten Tagen begleitet hatte. Herrmann wurde in der Gemeinschaftsgrabstätte für Personen ohne festen Wohnsitz auf dem Kölner Südfriedhof beigesetzt.

## „Klagemauer für Frieden und Völkerverständigung“
In den 1980er Jahren verlor Herrmann nach einer Auseinandersetzung mit seinem Vermieter durch eine Zwangsräumung seine Wohnung. Daraufhin errichtete er eine erste „Klagemauer zur Wohnungsnot“ am Bierbrunnen auf der Schildergasse, an der Kreuzung zweier belebter Fußgängerzonen. Die Installation, bei der beschriftete, bemalte und 19 × 28 Zentimeter große Karten aus Pappkarton an gespannten Wäscheleinen angebracht waren, wurde von Polizei und Ordnungsamt mehrmals abgeräumt. Mit dem gleichen Konzept, bei dem auch von Passanten beschriftete Kärtchen aufgehängt wurden, errichteten Herrmann und einige Mitstreiter ab 1991 anlässlich des zweiten Golfkrieges die „Klagemauer für den Frieden“ auf der Domplatte, unmittelbar vor der Kathedrale. Es kam zu mehrjährigen Auseinandersetzungen mit Domkapitel, Stadtverwaltung und Polizei über die Aufstellung der „Mauer“. Neben Gerichtsverfahren und Räumungen überstand die von Herrmann und seinen Mitstreitern rund um die Uhr bewachte Installation auch Angriffe durch Rechtsextreme. Die friedensbewegte politische Botschaft und die ungewöhnliche Protestform sorgten aber auch für mediale Aufmerksamkeit und prominente Anteilnahme aus aller Welt. Im Jahre 1998 erhielten Herrmann und die anderen Beteiligten der Klagemauer den Aachener Friedenspreis. Ende 2015 trat Walter Herrmann zum letzten Mal mit der Installation vor dem Kölner Dom in Erscheinung.

### Vorwurf des Antisemitismus
Die Klagemauer stand ab dem Jahr 2005  in der Kritik, weil Herrmann als deren bekanntester Vertreter sich seitdem inhaltlich einer Darstellung des palästinensisch-israelischen Konflikts widmete, die immer wieder als verzerrend und einseitig bewertet wurde.
Die Wellen der Kritik schlugen besonders hoch, als Hermann im Januar 2010 die Karikatur eines Juden zeigte, der in den Farben der US-Flagge mit Messer und Gabel ein auf einem Teller liegendes palästinensisches Kind zerteilt und verspeist. In diesem Zusammenhang wurde ihm Antisemitismus vorgeworfen. Herrmann distanzierte sich von der Bildaussage der Karikatur und verwies nach einer Strafanzeige durch Gerd Buurmann auf deren Kontext, ein Pressefoto antiisraelischer Proteste in Indien, bei der eine Demonstrantin die Zeichnung hochgehalten habe. Die Klagemauer habe das Foto einer Zeitungsmeldung entnommen und es zur Diskussion dort gezeigt.
Am 10. April 2015 befand das Kölner Amtsgericht Herrmann in erster Instanz für schuldig, durch das Zeigen von 15 Bildern toter und schwer verletzter Kinder an der Klagemauer gegen das Jugendschutzgesetz verstoßen zu haben. Er wurde zu einer Geldstrafe auf Bewährung verurteilt.
Der Trägerverein des selbstverwalteten Bürgerzentrums Alte Feuerwache, in dem Herrmann den Großteil seiner Installationen über Nacht lagerte, kündigte ihm im Oktober 2015 unter anderen wegen Beleidigung einiger seiner Mitglieder und eines Mitarbeiters die Nutzung seiner Räume.